# حزب ملی (سوریه)
حزب ملی (به عربی: حزب الوطني) حزبی سیاسی در سوریه بین سال‌های ۱۹۴۷ تا ۱۹۶۳ است که در پی منحل شدن تشکل ملی سوریه و استقلال سوریه از استعمار فرانسه توسط هاشم الاتاسی بنیان‌گذاری شد.